# WDR-Jazzpreis
Der WDR-Jazzpreis ist eine Auszeichnung für Jazzmusiker aus Nordrhein-Westfalen.

## Hintergrund, Auswahlverfahren und Preisträgerkonzerte
Den jährlich vergebenen Preis hat der WDR-Hörfunk im Jahr 2004 gestiftet. Neben einem Preis für Improvisatoren wurde zwischen 2004 und 2023 immer auch ein Preis für Jazz-Komponisten verliehen. Beide Auszeichnungen waren mit einer Preissumme von jeweils 10.000 Euro dotiert. Zwischen 2018 und 2023 wurde zudem ein Preis in der Kategorie „Weltkulturen“ verlieren. Zusätzlich vergibt die Jury seit 2006 einen Sonderpreis für herausragende Schul- und Bildungsprojekte des Jazz (jährlich 5000 Euro). Hinzu kam ein Ehrenpreis, mit dem Personen und Institutionen geehrt werden, die sich um den Jazz in Deutschland verdient gemacht haben.
Die Auswahl der Preisträger in den Jazzkategorien beruhte (bis 2019) auf einem Wettbewerb, an dem Musiker-/innen aus NRW mit herausragenden Leistungen in den Bereichen Komposition oder Improvisation teilnehmen können. Die Preisträger wählte eine unabhängige Jury aus. Diese setzt sich zunächst zusammen aus Vertretern der Jazzkritik, der Jazzverbände und der Fachredaktion Jazz im WDR-Hörfunk. Mittlerweile gehören ihr neben der Fachredaktion (und drei ihrer Autoren) zwei frühere Preisträger, Vertreter zweier Spielstätten bzw. Jazzveranstalter in Nordrhein-Westfalen und die Kulturamtsleiterin der Stadt Gütersloh an.
Die ausgewählte unter den eingereichten Kompositionen wird mit der WDR-Big-Band eingespielt. Außerdem wurden die Preisträger und ihre Arbeiten in einem Radio-Konzert vorgestellt, das bis 2011 im Rahmen des Festivals jazz.cologne im Kölner Funkhaus stattfand und zwischen 2013 und 2019 Teil des damals neu initiierten WDR-3-Jazz-Fests war, das zwar „eine Perle in der Jazz-Diaspora“ war, aber mit dem Ausscheiden des Jazz-Redakteurs Bernd Hoffmann eingestellt wurde. 2023 wurden die beiden Preise für Improvisatoren und Kompositoren zusammengelegt; auch entfiel der Ehrenpreis. Die ausgeschütteten Preisgelder verringerten sich zudem von € 30.000 auf € 20.000. Ohne weitere Begründung wurde 2024 auch der seit 2018 jährlich vergebene Preis für „Musikkulturen“ nicht mehr vergeben; allerdings stellte der Sender fest, dass „sich das Profil des Preises geschärft“ habe.

## Preisträger
- 2004: Frank Reinshagen (Komposition), Claudio Puntin (Improvisation), Peter Niklas Wilson (Ehrenpreis)
- 2005: Marko Lackner (Komposition), Markus Stockhausen (Improvisation), Duo Cold Fusion bzw. Big Band Franz Stock Gymnasium, Arnsberg (Sonderpreis)
- 2006: Florian Ross (Komposition), Matthias Schriefl (Improvisation), Big Band der Kunst- und Musikschule der Stadt Brühl (Sonderpreis), Lutz Voigtländer (Ehrenpreis Fotografie)
- 2007: Jesse Milliner (Komposition), Sebastian Sternal (Improvisation), Big Band der Clara-Schumann-Musikschule, Düsseldorf (Sonderpreis), Charlie Mariano (Ehrenpreis)
- 2008: Gabriel Pérez (Komposition), Hubert Nuss (Improvisation), „Big Stuff“ (Big Band der Musikschule Wipperfürth; Jazz-Nachwuchs), Offene Jazz Haus Schule Köln (Ehrenpreis)
- 2009: Steffen Schorn (Komposition), Robert Landfermann & Jonas Burgwinkel (Improvisation), Bi-Bop (Big Band der Musik- und Kunstschule Bielefeld; Jazz-Nachwuchs), Michael Naura (Ehrenpreis)
- 2010: Stefan Schultze (Komposition), Frederik Köster (Improvisation), Bujazzo (Jazz-Nachwuchs), Peter Herbolzheimer (Ehrenpreis, posthum)
- 2011: Niels Klein (Komposition), Pablo Held (Improvisation), Big Band der Fachhochschule Düsseldorf (Jazz Nachwuchs NRW), Jazzabteilungen der Folkwang Universität der Künste und Hochschule für Musik und Tanz Köln (Ehrenpreis)
- 2012: nicht vergeben
- 2013: Ansgar Striepens (Komposition), Matthias Bröde (Improvisation), JugendJazzOrchester NRW (Jazz Nachwuchs NRW), Karsten Mützelfeldt und Nabil Atassi (Ehrenpreis für herausragende Radiobeiträge im Jazzbereich)[7]
- 2014: Christina Fuchs (Komposition), Florian Weber (Improvisation), Schüler-Bigband „JazZination“ der Gesamtschule Iserlohn (Jazz Nachwuchs) sowie die Reihen „Young German Jazz“ des Musiklabels ACT und „Jazz thing Next Generation“ der Fachzeitschrift Jazz thing in Zusammenarbeit mit Double Moon Records (Ehrenpreis für besondere Nachwuchsförderung im Bereich deutschsprachiger Musiklabels)[8]
- 2015: Tobias Wember (Komposition), Nicolas Simion (Improvisation), Curuba Jazzorchester (Jazz Nachwuchs NRW), Michael Rüsenberg (Ehrenpreis für ein herausragendes journalistisches Lebenswerk)[9]
- 2016: Stefan Pfeifer-Galilea (Komposition), Tobias Hoffmann (Improvisation), UniJAZZity (Nachwuchspreis), Julia Hülsmann, Felix Falk und Jonas Pirzer (Ehrenpreis für die Wiederbelebung der Union Deutscher Jazzmusiker), Sidsel Endresen und Annette Maye (Künstlerinnenpreis NRW).[10]
- 2017: Jens Böckamp (Komposition), Jürgen Friedrich (Improvisation), das Transorient Orchestra (Kategorie Musikkulturen), hellway2high big band (Nachwuchs), Jazzabteilung der Musikschule Bonn und der Glen Buschmann Akademie Dortmund (Ehrenpreis für besondere Nachwuchsförderung).[11]
- 2018: Hendrika Entzian (Komposition), Roger Hanschel (Improvisation), Ramesh Shotham (Musikkulturen), Young 7Teen Jazz Orchestra (Nachwuchspreis), Bunker Ulmenwall (Ehrenpreis für besondere Programmprojekte).[12]
- 2019: Heiner Schmitz (Komposition), Jens Düppe (Improvisation), Quartett Kavpersaz[13] (Musikkulturen), Mary's Big Bands des Ganztagsgymnasiums Marienschule in Euskirchen (Nachwuchspreis), Projekt „Brückenklang“ (Ehrenpreis für besondere Programmprojekte)
- 2020: Philip Zoubek (Komposition), Shannon Barnett (Improvisation), Bassem Hawar (Musikkulturen), die Big Band der Friedensschule Münster (Nachwuchspreis), The Dorf und „Umland“ (Ehrenpreis für besondere Programmprojekte)[14]
- 2021: Tamara Lukasheva (Komposition), Matthias Muche (Improvisation), Rabih Lahoud (Musikkulturen), Süd Beat Big Band des Humboldt-Gymnasiums Köln (Nachwuchspreis), PENG Kollektiv in Essen (Ehrenpreis)[15]
- 2022: Theresia Philipp (Komposition), Achim Krämer (Improvisation), Kemal Dinç (Musikkulturen); Big-Band-Projekt des Luise-von-Duesberg-Gymnasiums Kempen (Nachwuchspreis). soziokulturelle Zentrum Bahnhof Langendreer (Ehrenpreis für die Verbindung von Kultur mit gesellschaftspolitischen Inhalten).[16]
- 2023: Angelika Niescier (Jazz), Maryam Akhondy (Musikkulturen), The Ultimate Inda High Noon Big Beat Orchestra des Inda-Gymnasiums in Aachen (Nachwuchspreis).[17]
- 2024: Caris Hermes (Kontrabass, Komposition); Jugend Jazz Orchester Bonn (Nachwuchspreis)[18]
- 2025: Simon Oslender (Pianist, Organist und Keyboarder), Big Band der Musik- und Kunstschule Duisburg, Leitung Rüdiger Testrut (Nachwuchspreis), Götz Alsmann (Preis für sein Lebenswerk)[19]